# Runcu (gmina w okręgu Gorj)
Runcu – gmina w Rumunii, w okręgu Gorj. Obejmuje miejscowości Bâlta, Bâltișoara, Dobrița, Răchiți, Runcu, Suseni i Valea Mare. W 2011 roku liczyła 5311 mieszkańców.